# چورمق (رزن)
چورمق، روستایی در دهستان بغراطی بخش بغراطی شهرستان رزن در استان همدان ایران است. نام چورمق برگرفته از چهارموق است که به معنی چهار تپه آتش می‌باشد.

## جمعیت
بر پایه سرشماری عمومی نفوس و مسکن در سال ۱۳۹۵، جمعیت این روستا برابر با ۱٬۵۴۵ نفر (۴۴۱ خانوار) بوده‌است.